# 稚内北星学园短期大学
稚内北星学园短期大学（日语：／ Wakkanai Hokusei Gakuen Tanki Daigaku *），简称稚短，是過去一所位于日本北海道稚内市的私立短期大学。

## 概要

### 简介
- 短期大学成立于1987年[1]、由学校法人稚内北星学园经营即北星学园关系校之一、来源于新教。招生到1999年[1]、停办于2001年[1]。

### 历史
- 1987年 稚内北星学园短期大学成立并同时设置英文学科和管理信息学科[1]。
- 1992年 专科管理信息专攻成立[1]。
- 1999年 招生最后[1]。
- 2001年 停办[2]。以后稚内北星学园大学。

## 学校环境
- 校区：在了北海道稚内市[注 1]

## 历任校长
- 木村谦二：短期大学校长[2]

## 组织

### 学科
- 英文学科
- 管理信息学科

### 专科
- 管理信息专攻

### 业余课程
- 没有

## 相关链接
- 日本短期大学列表
- 北星学园大学短期大学部